# Jacques Schulz
Jacques Arno Schulz (* 1. April 1967 in Heidelberg) ist ein deutscher Sportjournalist und war von 1996 bis 2012 Kommentator der Formel-1-Rennen bei Sky Deutschland (ehemals Premiere, davor DF1).

## Leben und Karriere
Jacques Schulz absolvierte ein BWL- und Jurastudium, bevor er ab 1991 bei den Münchener Radiosendern Radio M1 und Energy (vormals Xanadu) als Moderator tätig war.
Ab 1993 kommentierte er für Eurosport Formel-1-Rennen, bevor er mit Beginn des digitalen Fernsehzeitalters 1996 zum Pay-TV-Sender DF1 wechselte und auch nach der Fusion von DF1 und Premiere zu Premiere World / Premiere dort tätig blieb. An der Seite des ehemaligen Schweizer Rennfahrers Marc Surer kommentierte er dort die Formel-1-Übertragungen für den Münchener Sender. Zwischen dem Großen Preis von Deutschland 1996 und dem Großen Preis von Brasilien 2012 hat das Duo Schulz/Surer 289 komplette Rennwochenenden begleitet. Im Februar 2013 gab Jacques Schulz seinen Rückzug als Kommentator aus persönlichen Gründen bekannt. Seine Nachfolge trat Sascha Roos an.
Zwei Monate später wechselte er zu kabel eins, wo er im Rahmen von ran mit Beginn der Saison 2013 zusammen mit Patrick Simon die ADAC GT Masters kommentiert. Für ran kommentierte Schulz bereits 2011 auf Sat.1 das Race of Champions aus Düsseldorf.
2006 bis 2008 sowie 2012 kommentierte er auch Liveübertragungen der Rennen des amerikanischen NASCAR Nextel Cups, die ebenfalls bei Premiere gezeigt wurden. Dort waren Klaus Graf und Christian Kuhn als Experten an seiner Seite am Mikrofon tätig sowie später Lenz Leberkern als zweiter Kommentator.
2008 kommentierte er neben der Formel 1 ebenfalls einzelne Zusammenfassungen der NASCAR-Sprint-Cup-Rennen sowie an Formel-1-freien Wochenenden auch die IndyCar Series. Im Winter 2009/10 kommentierte er auch gelegentlich Eishockeyspiele für Sky Deutschland.
2010 war er regelmäßig im Nascarmagazin des österreichischen Senders Servus TV zu Gast. Dort traf er auf Maren Braun, die in der Formel-1-Weltmeisterschaft 2006 im F1-Team von Premiere als Moderatorin tätig war. Zu seinem Markenzeichen wurde die Verabschiedung von jeder Übertragung, die er stets mit den Worten „Keep racing“ beendete.
2016 kehrte er dann erneut in eine Kommentatorenkabine zurück, nachdem kabel eins die Ausstrahlungsrechte an den ADAC GT Masters Ende 2014 abgegeben hatte. Im Rahmen der FIA-Formel-E-Meisterschaft 2015/16 moderierte er den Berlin ePrix 2016 gemeinsam mit Rene Domke für den Sender DMAX. Für diesen Sender kommentierte er ein Jahr später auch den Monaco ePrix 2017 und den Paris ePrix 2017, bevor er in seiner bislang letzten Tätigkeit als Kommentator das Team von Eurosport bei dem 24-Stunden-Rennen von Le Mans 2017 verstärkte.